# Else Meidner
Else Meidner (née le 2 septembre 1901 à Berlin, morte le 7 mai 1987 à Londres) est une peintre allemande.

## Biographie
Née à Berlin, elle étudie la peinture à l'académie des arts de la ville. Elle se marie avec le peintre Ludwig Meidner en 1927. Son style de peinture était expressionniste, et elle a eu une certaine reconnaissance avant les discriminations qui ont touché les juifs à cette époque. Le couple émigre en Angleterre en août 1939, où elle travaille en tant que domestique pendant la guerre. Après la guerre Ludwig retourne en Allemagne, mais elle reste à Londres. En 1951, son fils David né en 1929, émigre en Israël. Elle retourne en Allemagne en 1963. Elle meurt à Londres en 1987.